# Sarah Niles
Sarah Niles es una actriz de cine, televisión y teatro británica. Ha aparecido en Mister Eleven y Beautiful People (2009), Thorne: Sleepyhead (2010), Impecable (2015), Catastrophe (2015-2019), Trust Me (2019), I May Destroy You and Trying (2020), Viewpoint ( 2021), Riches y The Sandman en 2022. Se destaca por recibir dos nominaciones a un Emmy por su interpretación de la Dra. Sharon Fieldstone en Ted Lasso.

## Primeros años
Niles nació en Thornton Heath, al sur de Londres, y era la hija menor de tres hijos de su padre, un electricista, y su madre, una enfermera, ambos barbadenses que llegaron a Gran Bretaña a finales de la década de 1950. Era estudiante de teatro en la Escuela de Teatro de Manchester, parte de la Universidad Metropolitana de Manchester.

## Carrera
Niles ha aparecido principalmente en producciones teatrales, incluidos espectáculos en el National Theatre,el Royal Court Theatre, The Old Vic y The Bush Theatre. En 2013 y 2014 trabajó con la Royal Shakespeare Company como Charmian en Anthony and Cleopatra, actuando en Stratford Upon Avon y realizando giras por Miami y The Public Theatre New York. Ese mismo año interpretó a Tituba en una producción con entradas agotadas de Las brujas de Salem en el Old Vic, que se transmitió a cines de todo el Reino Unido e internacionalmente. En 2017, apareció como Carmen en la obra B de Guillermo Calderón en la Corte Real junto a Paul Kaye, Aimee-Ffion Edwards y Danusia Samal.
En la pantalla, Niles es conocida por coprotagonizar la comedia de la BBC Beautiful People junto a Olivia Colman. También ha tenido papeles en varios programas de televisión de comedia de alto perfil, apareciendo junto a Sharon Horgan y el comediante estadounidense Rob Delaney en Catastrophe y Jason Sudeikis en la segunda temporada de Ted Lasso, por este último ganó el Premio del Sindicato de Actores como mejor reparto de televisión - Comedia junto con el elenco de la serie, y recibió dos nominaciones al Emmy como mejor actriz de reparto - Serie de comedia en 2022 y 2023. Recientemente apareció en la galardonada película Rocks de Sarah Gavron, I May Destroy You de Michaela Coel y The Sandman de Netflix. Anteriormente, apareció en Happy-Go-Lucky, London Boulevard y Austenland, de Mike Leigh.

## Filmografía

### Película
| Año  | Título                               | Papel                | Notas        |
| ---- | ------------------------------------ | -------------------- | ------------ |
| 1999 | Station                              | Novia                | Cortometraje |
| 2008 | Happy-Go-Lucky                       | Tash                 |              |
| 2010 | London Boulevard                     | Matrona del hospital |              |
| 2012 | Now Is Good                          | Enfermera #2         |              |
| 2013 | Austenland                           | Delilah              |              |
| 2014 | Cuban Fury                           | Salsa Pupil          |              |
| 2014 | The Crucible                         | Tituba               |              |
| 2014 | Still                                | M. Jones             |              |
| 2019 | Rocks                                | Ms. Booker           |              |
| 2020 | Richard II                           | Bolingbroke          |              |
| 2020 | National Theatre Live: Three Sisters | Lolo                 |              |
| 2021 | Guide Me Home (Short)                | Michelle             |              |
| 2022 | This is Christmas                    | Judith               |              |
| 2023 | The Toxic Avenger                    | Mayor Togar          |              |
| —    | Heads of State                       |                      | En rodaje    |

### Televisión
| Año       | Título               | Papel                 | Notas                                                                    |
| --------- | -------------------- | --------------------- | ------------------------------------------------------------------------ |
| 1999      | A Touch of Frost     | WPC #1                | 1 episodio - Line of Fire: Part 1                                        |
| 2008      | Doctor Who           | Node 1                | Serie 8 - episodio 195a - Silencio en la biblioteca                      |
| 2008      | Peep Show            | Cashier               | 1 episodio - Jeremy's Broke                                              |
| 2009      | Mister Eleven        | Audrey                | 2 episodios - 1.1 and 1.2                                                |
| 2008-2009 | Beautiful People     | Reba                  | 10 episodios                                                             |
| 2010      | Thorne: Sleepyhead   | Maggie Byrne          | 3 episodios – Sleepyhead 1, 2, 3                                         |
| 2011      | Being Human          | Dr. Hayley Hamilton   | 1 episodio - Though the Heavens Fall                                     |
| 2014      | Crimen en el paraíso | Sylvaine Dor          | Temporada 3 - episodio 8 - Rue Morgue                                    |
| 2014      | Waterloo Road        | Cecile Tsibi          | 2 episodios - Dynasty's Choice, A Bolt from the Blue                     |
| 2015      | Don't Take My Baby   | Claire                | Película de televisión                                                   |
| 2015      | Impecable            | DCI Diane Squire      | 3 episodios - Say What You See, Fallowfield, DCI Diane Squire            |
| 2016      | Marley's Ghosts      | Sue                   | 1 episodio - Fit                                                         |
| 2016      | Stan Lee's Lucky Man | Enfermera Aboko       | Episodio - A Twist of Fate                                               |
| 2017      | Holby City           | Miriam 'Mim' Sugarman | Episodio - The Hard Way Home                                             |
| 2018      | Moving On            | Debs                  | Episodio - Two Fat Ladies                                                |
| 2015-2019 | Catastrophe          | Melissa               | 8 episodios                                                              |
| 2019      | Trust Me             | Stella McCain         | Episodios 2.2 y 2.3                                                      |
| 2020      | I May Destroy You    | Oficial Funmi         | 3 episodios - "Line Spectrum Border", "It Just Came Up", "Officer Funmi" |
| 2020      | Trying               | Alisha                | 2 episodios - "Show Me the Love" and "Tickets for a Queue"               |
| 2020      | Dracula              | Meg                   | 1 episodio - "The Dark Compass"                                          |
| 2021      | Danny Boy            | Stella Marshall       | Película de televisión                                                   |
| 2021      | Viewpoint            | DCI Jill Conroy       | 5 episodios                                                              |
| 2021-2023 | Ted Lasso            | Dr. Sharon Fieldstone | Serie 2-3 - 13 episodios                                                 |
| 2022      | Riches               | Claudia Richards      | 6 episodios                                                              |
| 2022      | The Sandman          | Rosemary              | 1 episodio - "A Hope in Hell"                                            |